# 문향고등학교
문향고등학교(文鄕高等學校)는 대한민국 전라남도 장성군 장성읍 기산리에 있는 공립 고등학교이다.

## 학교 연혁
- 1969년 3월 16일 : 장성여자종합고등학교 개교 (보통과 1학급, 가정과 1학급)
- 1986년 12월 15일 : 학칙 변경(상업과 12학급, 정보처리과 3학급, 보통과 3학급)
- 1987년 7월 17일 : 현교사로 이전 (장성여중에서)
- 1990년 3월 1일 : 교명 변경 (장성여자상업고등학교)
- 2001년 3월 1일 : 교명 변경 (장성생활정보고등학교)
- 2006년 3월 1일 : 교명변경 문향(文鄕)고등학교
- 2011년 7월 1일 : 학칙 변경(보통과 10학급, 관광경영과 2학급, 애니메이션과 2학급, 사이버정보과 2학급)
- 2014년 3월 1일 : 학칙 변경(보통과 12학급)
- 2022년 12월 30일 : 제52회 졸업(83명) 총 8,866명 졸업
- 2023년 3월 1일 : 제25대 양기열 교장 부임
- 2024년 3월 4일 : 신입생 80명 입학

## 참고 자료
- 문향고등학교 - 한국교육학술정보원 학교알리미